# 沙鞭属
沙鞭属（学名：Psammochloa）是禾本科下的一个属，为多年生草本植物。该属仅有一种，分布于蒙古和中国陕北、甘肃和内蒙。

## 下级分类
- 沙鞭 Psammochloa villosa (Trin.) Bor